# T. J. Ford
Pour les articles homonymes, voir Ford (homonymie).
Terrance Jerod « T. J. » Ford (né le 24 mars 1983 à Houston, Texas) est un joueur professionnel américain de basket-ball. Il évoluait au poste de meneur de jeu.

## Carrière NBA

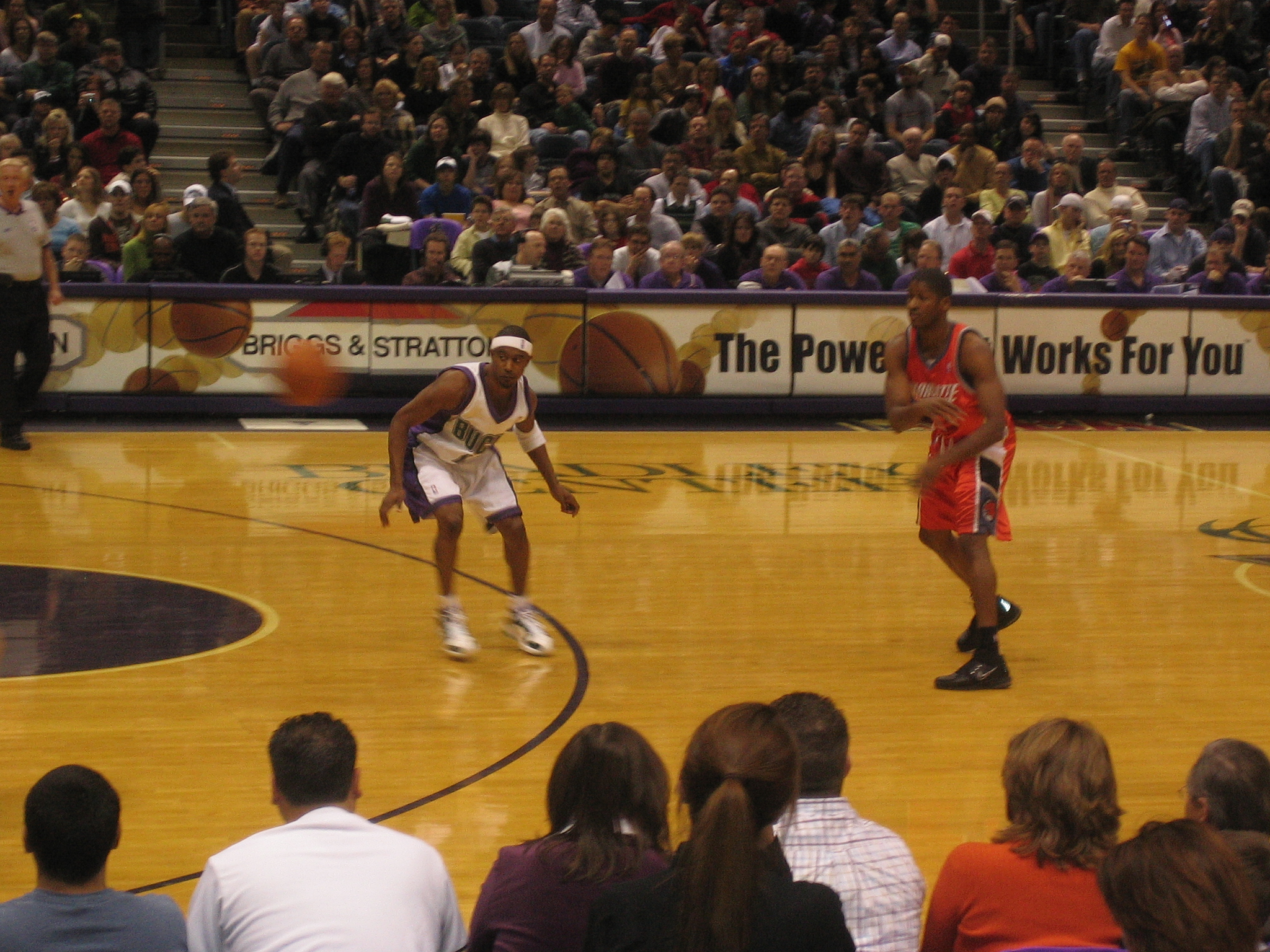
T. J. Ford en défense sous le maillot des Bucks (2006)

### Saison 2003-2004
Après sa deuxième année universitaire, Ford décide de passer chez les professionnels. Il est sélectionné 8e de la Draft 2003 de la NBA par les Bucks de Milwaukee. Dès sa première saison, il est le meilleur passeur de son équipe avec 6,5 assists par match. Après avoir joué 55 matches (à une moyenne de 7,1 points par match), une blessure l'oblige à manquer les 26 derniers ainsi que les playoffs. Il se blesse le 24 février 2004 lors d'un match face aux Timberwolves du Minnesota . Ford percute Mark Madsen en l'air et retombe sur son coccyx. Sa moelle épinière souffre de contusions, ce qui met en doute la suite de sa carrière sportive.

### Saisons2004-2005et2005-2006
Ford ne joue pas une minute de la saison 2004-2005 à cause de sa blessure. Il s'entraîne intensivement chez lui, à Houston sous la baguette de l'ancien joueur John Lucas : ensemble, ils travaillent sur le shoot de Ford, son endurance et sa force. Le 26 juin 2005, un rapport du Dr Robert Watkins annonce que Ford est parfaitement rétabli. Il rejoint enfin les Bucks lors du camp d'entraînement de l'été 2005.
Dès le premier match qu'il rejoue, le 1er novembre 2005, Ford est à un rebond du triple-double (16 points, 14 assists et 9 rebonds en 34 minutes) face aux 76ers de Philadelphie que les Bucks battent 117-108. Ford, durant toute la saison, ne montre aucune séquelle de sa blessure, jouant avec le même niveau que celui qui était sien lors de sa saison rookie. Il termine la saison avec 12,2 points et 6,6 passes décisives par match. Le 30 juin 2006, Ford est transféré aux Raptors de Toronto en échange du prometteur Charlie Villanueva et d'une somme d'argent.

### Saison 2006-2007
Ford devient le meneur titulaire des Raptors. Avec Chris Bosh, il forme la pièce maîtresse de l'attaque des Raptors. Ford a également établi une bonne entente avec le meneur remplaçant sophomore José Calderón, qui a pris la place dans le cinq de Toronto lorsque Ford a été blessé quelques matches durant au milieu de la saison.

### Saison 2007-2008
Lors de saison NBA 2007-2008, T.J. Ford récupère sa place de titulaire à la place de José Calderon et réalise de meilleures statistiques (12,1 points 6,1 passes 2 rebonds et 1,1 interception). Avec Chris Bosh, ils forment une très bonne attaque ce qui permet au Raptors de Toronto de se qualifier pour les play-offs. En play-off, malgré les bonnes stats de TJ (11,6 points 6,6 passes 4,4 rebonds et 1 interception), les Raptors de Toronto se font éliminer par le Magic d'Orlando 4-1.
T.J. Ford est échangé avec Radoslav Nesterović, Maceo Baston et Roy Hibbert contre Jermaine O'Neal et Nathan Jawai aux Pacers de l'Indiana.

### Saison 2011-2012
Pendant le lock-out de la NBA, il joue 3 rencontres avec le KK Zagreb avant de repartir aux États-Unis en décembre 2011.
Le 9 décembre 2011, Ford signe un contrat avec Spurs de San Antonio, où il est remplaçant de Tony Parker.
Le 12 mars 2012, il décide de prendre sa retraite, à la suite de problèmes au niveau des cervicales, après avoir été échangé aux Warriors de Golden State avec Richard Jefferson contre Stephen Jackson et un futur premier choix de la draft, il est coupé le 18 mars 2012.

## Clubs successifs
- 2003 - 2006 : Bucks de Milwaukee
- 2006-2008 : Raptors de Toronto
- 2008 - 2011 : Pacers de l'Indiana
- 2011 : KK Zagreb
- 2011-2012 : Spurs de San Antonio